# Estació de Provençana
Provençana és una estació de la línia 10 de la xarxa de Metro de Barcelona situada al barri de Santa Eulàlia, del Districte III de la ciutat de l'Hospitalet de Llobregat.
L’estació, titular de TMB, situada sota l'extrem sud de Plaça de les Palmeres, entre els carrers de Badalona, de l'Aprestadora i de Rosell, està totalment adaptada a persones amb mobilitat reduïda, i s'hi aturen els trens de la part sud de l'L10, des de l'Estació de Collblanc a l'estació de ZAL-Riu Vell.
La previsió inicial era obrir l'estació l'any 2007; però, atesos diversos contratemps, la data d'obertura es va ajornar. Tot i que des de setembre de 2018 hi circulaven trens sense aturar-se, finalment, l'estació va obrir al públic el 2 de març de 2019, un cop reactivades les obres el juny de 2017.
El disseny interior de l'estació ha anat a càrrec de Daniel Freixes i el seu despatx d'arquitectes, "Varis Arquitectes".
Dona servei a equipaments del barri de Santa Eulàlia com: el CAP Amadeu Torner, la Biblioteca de la plaça d’Europa, el camp municipal de futbol Santa Eulàlia i el Camp Municipal de Futbol Provençana.

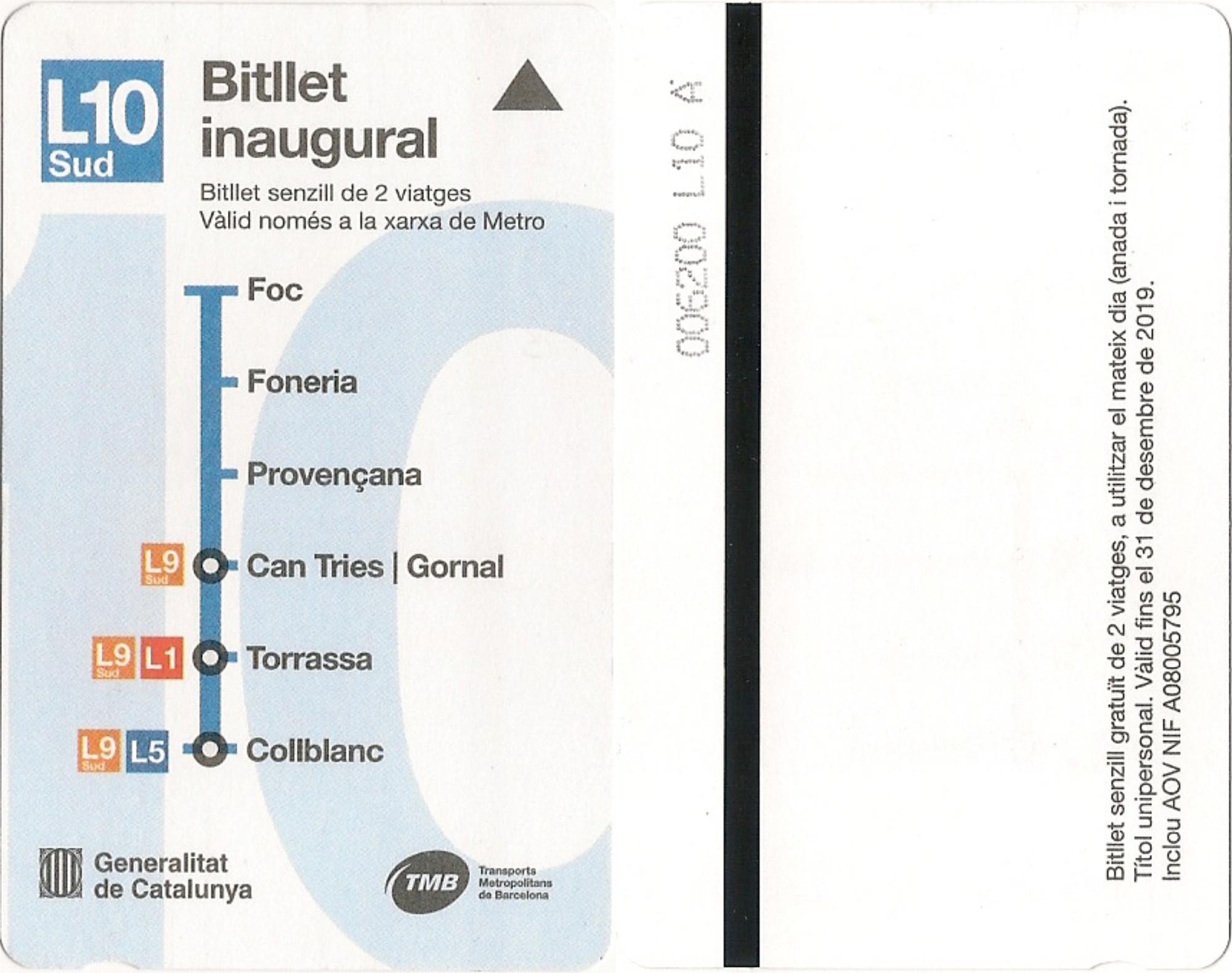
Bitllet inaugural repartit el dia 02-03-2019 entre els primers usuaris, vàlid fins al 31-12-2019.

## L'Estació
L'estació, situada a 40 metres de profunditat, només compta amb un accés per la Plaça de les Palmeres amb el carrer de l'Aprestadora, cantonada amb el carrer de Rosell. L'accés està dotat d'una escala central fixa i dues escales mecàniques als laterals, una per a cada sentit d’ascens i descens, així com un ascensor, i tot dona accés a un primer nivell subterrani, el vestíbul superior. El vestíbul està dotat de màquines de venda automàtica de bitllets, de barreres tarifàries de control d’accés, així com el Centre de Control de l’Estació i dependències tècniques.
La unió entre el vestíbul i el segon nivell inferior, on es troba el vestíbul superior amb l'andana i via superior (via 2, direcció Zona Franca), es fa mitjançant un pou circular de 40 metres de profunditat i 26,5 metres de diàmetre, dotat de quatre escales mecàniques, dues per a cada sentit d’ascens i descens, així com de dos ascensors. Un tram més d'escales fa possible arribar al tercer nivell, l'andana i via inferior (via 1, direcció Collblanc). Les andanes, de 100 metres de longitud, estan situades dins de la secció del túnel.
De la mateixa manera que totes les estacions de la L9, les andanes estan protegides de les vies amb unes mampares i portes automàtiques de vidre i els trens funcionen sense conductor.

## Serveis ferroviaris
| Metro de Barcelona             |                       |       |                     |                        |
| Procedència/Destinació         | <                     | Línia | >                   | Procedència/Destinació |
| Zal \| Riu Vell                | Ciutat de la Justícia |       | Can Tries \| Gornal | Collblanc              |
| Projectat                      |                       |       |                     |                        |
| Pratenc                        | Ciutat de la Justícia | obres | Can Tries \| Gornal | Gorg                   |
| Font ampliació: PDI 2009-2018. |                       |       |                     |                        |